# 毛拉万
毛拉万（Maurawan），是印度北方邦Unnao县的一个城镇。总人口14116（2001年）。

## 人口
该地2001年总人口14116人，其中男性7381人，女性6735人；0—6岁人口2080人，其中男1089人，女991人；识字率49.09%，其中男性为55.14%，女性为42.45%。